# 후타고역
후타고역(일본어: 二子駅)은 일본 아이치현 이치노미야시에 위치한 나고야 철도 비사이선의 철도역이다. 역 번호는 BS 10이며, 단선 승강장 1면 1선의 구조를 갖춘 지상역이다.

## 타는 곳
| ■ 비사이 선 | 하행 | 메이테쓰이치노미야 방면           |
| ■ 비사이 선 | 상행 | 하기와라 · 모리카미 · 쓰시마 방면 |

## 이용 현황
- 2013년 기준 : 2,637명

## 역 주변
- 국도 제155호선
- 메이신 고속도로

## 인접 역
| 나고야 철도 비사이선       | 나고야 철도 비사이선 | 나고야 철도 비사이선           |
| -------------------------- | -------------------- | ------------------------------ |
| BS 09 하기와라 야토미 방면 | ■ 비사이선           | 가리야스카 BS 11 다마노이 방면 |